# Torball
Torball oder auch Blindentorball ist wie Goalball und Blindenfußball eine Behindertenmannschaftssportart, die meist von blinden und sehbehinderten Menschen betrieben wird.
Sie wird von etwa 200 Mannschaften in Europa gespielt.

## Spielfeldaufbau und Spielverlauf

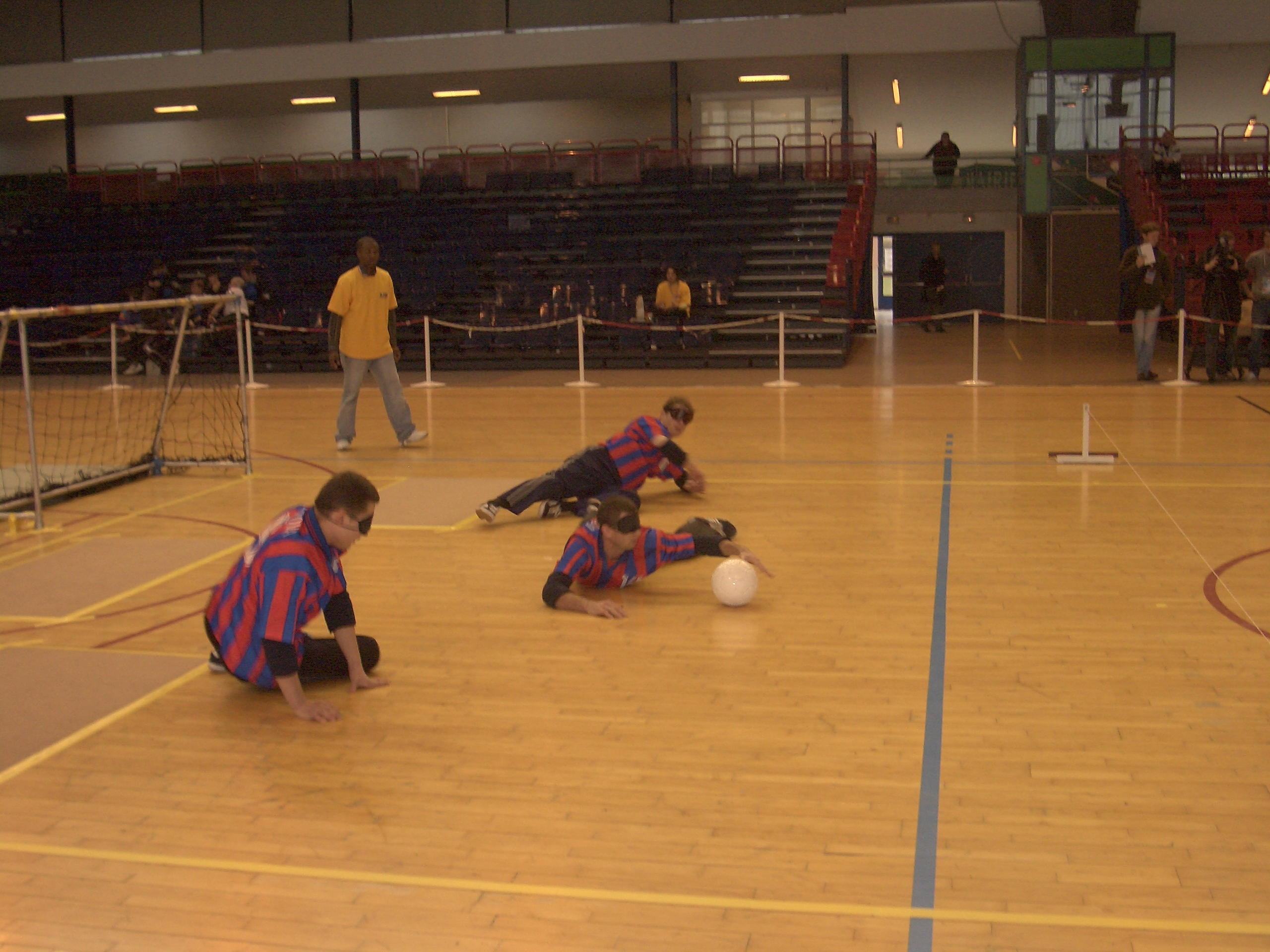
Aktion bei einem Torballspiel einer moldawischen Spielerauswahl

Das Spielfeld umfasst eine Fläche von 16 × 7 m. Das Tor erstreckt sich über die ganze Spielfeldbreite und ist 130 cm hoch. Vor den Toren befinden sich jeweils die Bewegungsräume der Aktiven, in denen sie den Ball abwehren bzw. beim Angriff abwerfen müssen. Zur Orientierung dienen auf jeder Seite drei festgeklebte Matten aus Teppichboden (1 × 2 m).
Quer über das Spielfeld sind im Abstand von 2 m auf 40 cm Höhe drei Leinen gespannt. An ihnen sind Glöckchen angebracht, die eine Berührung durch den Ball oder einen Spieler hörbar machen.
Die drei Spieler jeder Mannschaft postieren sich im Mannschaftsraum vor dem Tor. Da Blinde und Sehbehinderte zusammen spielen, tragen alle – wegen der Chancengleichheit – eine lichtundurchlässige Brille. Die Mannschaften befinden sich abwechselnd im Angriff und in der Abwehr. Gespielt wird mit einem Ball, in dessen Innerem sich Glöckchen befinden, damit die Bewegungen des Balles hörbar sind. Die angreifende Mannschaft versucht, den Ball mit der Hand unter den drei Leinen ins gegnerische Tor zu werfen. Um den Ball abzuwehren, legen sich die Gegenspieler seitlich gestreckt auf den Boden. Berührt der Ball eine Leine, muss der Werfer das Feld für einen Wurf des Gegners verlassen (Strafwurf).
Nach drei solchen Fehlern wird das Tor für einen Wurf nur noch von einem Spieler verteidigt (Penalty).
Sieger ist jene Mannschaft, die am Ende der Spielzeit (2 × 5 Minuten) mehr Tore erzielen konnte.

## Verbreitung
Torball wird in folgenden Ländern Europas gespielt:
- Belgien
- Deutschland
- Frankreich
- Italien
- Litauen
- Moldawien
- Österreich
- Polen
- Rumänien
- Russland
- Schweiz
- Slowenien
- Ungarn

In weiteren osteuropäischen Ländern wird versucht, Mannschaften aufzubauen.
Torball wird ansonsten in Südamerika (v. a. in Argentinien und Uruguay) und in Afrika (v. a. in Nigeria, Kamerun, Burkina Faso und Niger) gespielt.

## Momentane Entwicklung
Torball ist genauso wie die meisten anderen Behindertensportarten auf dem Rückzug. Die Gründe dafür sind zum einen der Rückgang der Zahl von jungen Behinderten im Allgemeinen und zum anderen die zum Teil nicht mehr vorhandenen Strukturen wie z. B. die Blindenschulen, die die Förderung des Sportes erleichterten. Bei der Verbreitung stößt Torball aufgrund der fehlenden Unterstützung von Dachverbänden in manchen Ländern, vor allem in den USA, auf relativ großen Widerstand. Es wird jedoch in vielen Ländern überlegt, Torball als Frauensportart zu etablieren. Der Grund ist der im Verhältnis zum Goalball geringere Kraftaufwand (beim Goalball wiegt der Ball 1250 statt 500 Gramm).

## Paralympics
Torball ist nicht paralympisch, weil es dem konkurrierenden Goalball sehr ähnlich ist. Im Torball werden neben den nationalen Meisterschaften und den zahlreichen Einladungsturnieren auch internationale Wettbewerbe ausgerichtet. Neben den Europa- und Weltmeisterschaften für Nationalteams gibt es noch den Europa- und den Weltpokal für Vereinsmannschaften. Für diese Wettbewerbe qualifizieren sich die jeweiligen Landesmeister.